# Frösön
Frösön (Zweeds voor 'Freyrs eiland') (Oudnoors: Frøys øy) is het grootste eiland in het meer Storsjön, gelegen ten westen van de stad Östersund in Jämtland, Zweden. Gedurende het grootste deel van de opgetekende geschiedenis, circa duizend jaar, was Frösön het regionale centrum van Jämtland.

## Achtergrond
Frösön is qua oppervlakte het negenentwintigste grootste eiland van Zweden en het tiende grootste van de Zweedse meren. Het eiland is relatief heuvelachtig en de hoogste berg op Frösön, Östberget geheten, reikt tot 468 m boven de zeespiegel.
Het eiland heeft drie brugverbindingen met het vasteland: in het oosten met het centrum van Östersund en de wijk Staden en Frösöbron, in het zuiden met Sandviken en Vallsundsbron, en in het noorden met Rödön en Rödöbron.
Op Frösön bevinden zich de districten Hornsberg, Mjälle, Berge, Härke, Östberget, Frösödal en Valla.

## Geschiedenis
Het eiland is vernoemd naar de Noorse god Freyr. Het is de locatie van Frösöstenen, de enige bewaarde steen uit het Vikingtijdperk in Jämtland (daterend uit 1030-1050 na Chr.) en tevens de meest noordelijke vondst van Zweden.
De Zweedse componist Wilhelm Peterson-Berger had een zomerhuis en vanaf 1930 een permanent huis op het eiland. In 1896 componeerde hij een set pianostukken met de titel Frösöblomster ('Bloemen van Frösön'), en zijn opera Arnljot uit 1910 is gedeeltelijk gebaseerd op de gevonden runeninscripties op het eiland.
Van 1915 tot 1988 was Fröson de locatie van het Frösö-ziekenhuis, een psychiatrisch ziekenhuis dat belast was met de zorg voor patiënten uit heel Norrland. De praktijken van het ziekenhuis kwamen op een zeker moment negatief in het nieuws; er zouden ten minste vijftig patiënten anoniem zijn begraven. Dit massagraf werd in 2020 ontdekt.